# 和田玉

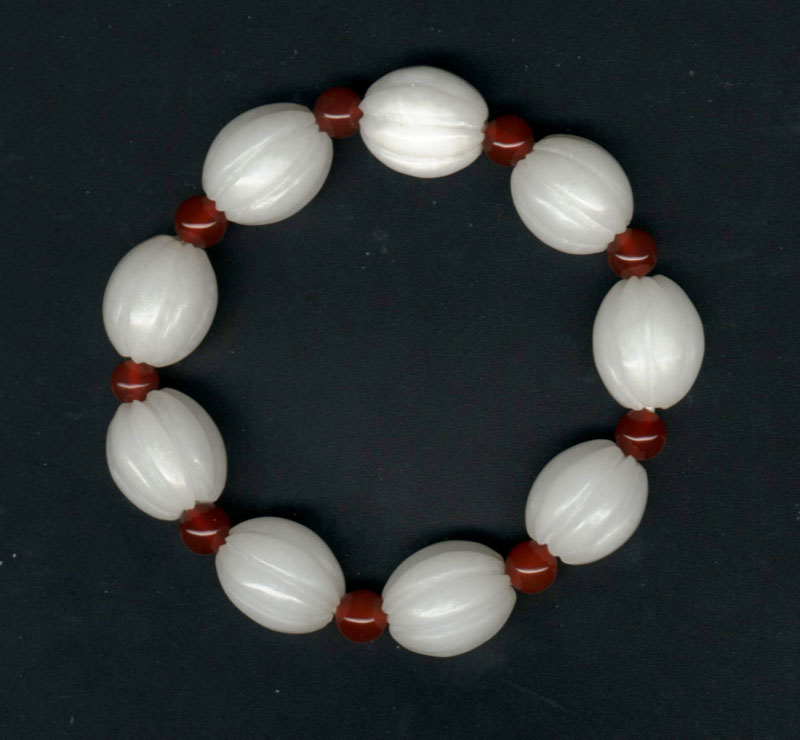
和田玉

和田玉（和闐玉、ほーたんぎょく、中国語：和田玉）とは、中国新疆ウィグル自治区のホータン地区（和田地区）で、採取されるヒスイ。前漢の武帝の使者である張騫が発見し献上したとされている。

## 概要
軟玉（ネフライト）であるが、軟玉の中では比較的硬い。「中国四大玉石」の中でも最高の玉とされ、中国の「国石」とされている。中国四大宝石とは和田玉のほかに、独山玉（河南省）・岫岩玉（遼寧省）・緑松石（湖北省）である。
2008年の北京オリンピックにおいて、オリンピックメダルに金と和田玉が採用されたといわれていたが、実際には埋蔵量の豊富な崑崙玉が採用された。
和田玉の硬度は6.25、屈折率は1.610、比重は2.95である。
和田玉の代表的なものは、乳白色の羊脂玉があるが、ほかに白玉・黄玉・碧玉・墨玉など様々な種類がある。
ホータン地区は、玉の産地として古くから有名で、玄奘三蔵は『大唐西域記』の中で、帰途、ここへ立ち寄ったとされる。「毛織を算出し、糸を紡ぐ。白玉や墨玉を産出する。音楽を尊び、歌劇を愛す。礼節あり、規律ある。文字はインドに似て非なる。王は、毘沙門天の後裔という」と記されている。
現在和田玉は枯渇状態にあり、取引価格が急上昇している。